# اندیس موتر آباد
موتر آباد یک اندیس فلزی است که در حوالی شهر رامک استان سیستان و بلوچستان قرار دارد و مادهٔ معدنی موجود در آن، کرومیت است.  